# Majorette (entreprise)
Pour l’article homonyme, voir Majorette.
Majorette est une marque allemande de jouets et de modèles réduits appartenant au groupe Simba Dickie,. Initialement créée en France en 1961, elle est principalement connue pour ses véhicules miniatures.
Durant son histoire, la marque en a fabriqué différents types, principalement des voitures et des camions. Comme Matchbox, elle est notamment connue pour ses miniatures 3-inches : d'environ 7,5 centimètres de long, elles ont une échelle variant entre le 1/55ème et le 1/76ème.

## Historique

Ancien logo de Majorette, utilisé jusqu'en 2025.

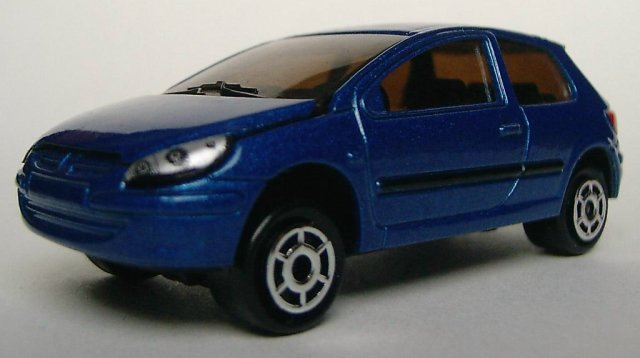
Miniature d'une Peugeot 307.

L'entreprise Rail-Route a été fondée en 1961 à Lyon par Émile Véron, cofondateur de Norev avec ses frères Paul et Joseph. Deux principaux types de produits cohabitent à l'origine : les trains ("Rail") à l'échelle 1/143 et les véhicules ("Route") à une échelle variant du 1/65 (voitures) au 1/100 (camions semi-remorques + bus).
Les premières voitures et le nom "Majorette" apparaissent en 1964. C'est en 1967 que l'entreprise change de nom pour Majorette alors que la production des trains a été abandonnée entre-temps.
Majorette étendra son marché à travers toute l'Europe et plus tard tentera de conquérir l'Asie et l'Amérique du Nord. Les Majo-Pub servent de support publicitaire pour faire la promotion de différentes marques et entreprises.
En 1977, Majorette est introduit en bourse et rachète Solido en 1980. Une filiale de distribution est implantée en Floride aux États-Unis en 1982.
Une production au Brésil fut confiée à des sous-traitants locaux pour le marché local,. Il y eut une autre production au Portugal (Novacar). Une usine ouvre en Thaïlande en 1987. Elle est située dans la province de Pathum Thani près de Bangkok,,.
Durant cette époque, Majorette est florissante : c'est le premier fabricant mondial d'automobiles miniatures.
- 400 000 miniatures produites par jour
- Commercialisation dans 60 pays
- Majorette Distribution SA prend en charge la distribution des produits Solido, Verem, Majo-Pub et Solido-Pub.

Les années 1990 et 2000 sont difficiles et Majorette subit de lourdes pertes financières, un recul important de ses ventes et de son chiffre d'affaires à travers le monde. Elle connaît plusieurs rachats successifs. La marque est placée en redressement judiciaire en novembre 1992, et est reprise par le groupe Idéal Loisirs en avril 1993,,.
En janvier 1996, Triumph-Adler, fabricant allemand de bureautique, rachète ce dernier afin d'élargir sa division jouets,,,,. L'usine Majorette de Rillieux-la-Pape ferme en 2001,,, et en juin 2003, Smoby rachète la marque,. En octobre 2007, Smoby est placé en redressement judiciaire,,,. En mars 2008, le tribunal de commerce de Lons-le-Saunier attribue au fonds d'investissements MI29 la société Majorette SAS,,.
Majorette est de nouveau placée en redressement judiciaire en novembre 2009. En février 2010, le tribunal de commerce de Paris arrête le plan de cession en faveur de la société Smoby Toys,,,, rachetée par Simba Dickie en 2008. Majorette appartient au groupe Simba Dickie depuis 2010,,.